# Janusz Cywiński (aktor)

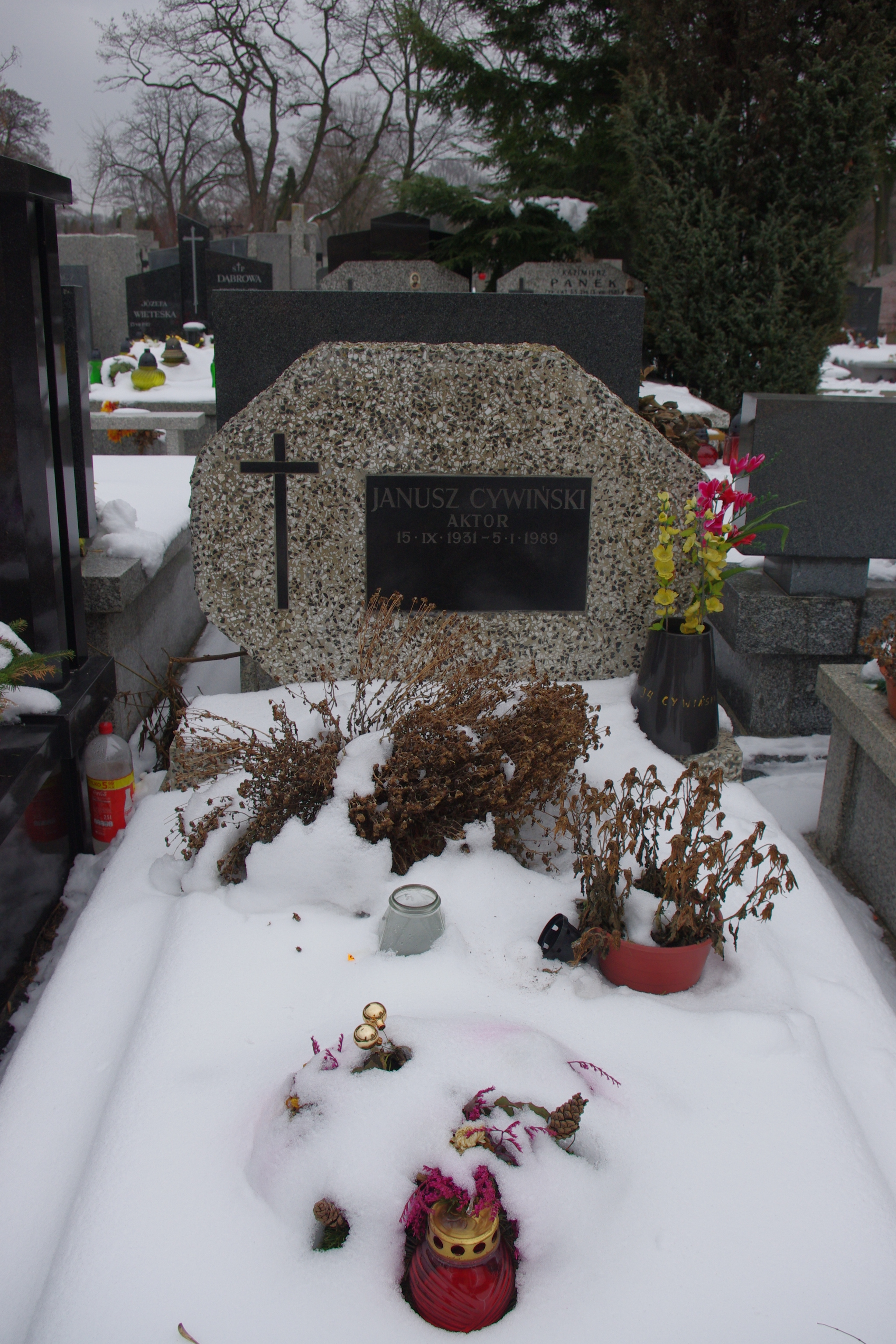
Grób aktora Janusza Cywińskiego na cmentarzu Bródnowskim w Warszawie

Janusz Cywiński (ur. 15 września 1931 w Berezie Kartuskiej, zm. 5 stycznia 1989 w Warszawie) – polski aktor.
Debiutował na scenie w 1955. Był kolejno aktorem: Teatru Dramatycznego im. Aleksandra Węgierki w Białymstoku (w latach 1955-58), Teatru im. Juliusza Osterwy w Lublinie (w latach 1958-66), Teatru Ziemi Mazowieckiej w Warszawie (w latach 1966-76), Teatru Komedia w Warszawie (w latach 1976-78) oraz Teatru Nowego w Warszawie (w latach 1978-86).
Zagrał również kilka epizodycznych ról w filmach i serialach telewizyjnych. Najbardziej w pamięci widzów pozostaje jego charakterystyczna rola w serialu Czterdziestolatek, w którym wcielił się w postać pana Mariana, kierowcy dyrektora Wardowskiego, a później Karwowskiego.
Jest pochowany na cmentarzu na Bródnie w Warszawie (kwatera 94C-4-2).

## Filmografia
Filmy:
- Epilog norymberski (1970) jako obrońca
- Hubal (1973) jako Eugeniusz Wróblewski, leśniczy
- Zapis zbrodni (1974) jako milicjant
- Cień już niedaleko (1984) jako dyrektor
- Dekalog IX (1988) jako ordynator

Seriale telewizyjne:
- Gniewko, syn rybaka (1969) jako Sędzimir (w odc. 1)
- Czterdziestolatek (1974-77) jako pan Marian, kierowca (w odc. 12, 13, 14, 15 i 21)
- Polskie drogi (1976) jako zegarmistrz współpracujący z oddziałem GL (w odc. 10)
- 07 zgłoś się (1976-87) jako kapitan MO przy wydobywanym z jeziora fiacie (w odc. pt. Ślad rękawiczki z 1984)
- Tulipan (1986) jako jubiler (w odc. 4)
- Rzeka kłamstwa (1987) jako włóczęga (w odc. 1)
- Akwen Eldorado (1988) jako strażnik śluzy, współpracownik gangu